# Ramyah
Ramyah (en árabe: رامية‎) es una aldea del sur del Líbano, ubicada en el distrito de Bint Jbeil en la gobernación de Nabatiye.

## Nombre
Según E. H. Palmer en 1881, Ramia proviene de un nombre personal.

## Historia
En los registros fiscales de 1596, se la nombró como una aldea, Ramiya, en el nahiya (subdistrito) otomano de Tibnin bajo el liwa (distrito) de Safad, con una población de 49 hogares y cuatro solteros, todos musulmanes. Los habitantes del pueblo pagaban un impuesto fijo del 25 % sobre los productos agrícolas, como el trigo, la cebada, los olivos, los árboles frutales, las cabras y las colmenas, además de unos «ingresos ocasionales» y una prensa para aceite de oliva o zumo de uva; un total de 3966 akçe. 
En 1852, Edward Robinson señaló aquí: «nos topamos con un antiguo sarcófago al pie de la colina y vimos otros en el camino hacia arriba. En la cima, cerca del pueblo, hay dos muy grandes. Una de las tapas medía 7 1/2 pies de largo por 2 pies de ancho, con casi el mismo grosor. En un campo debajo de nuestra tienda, aproximadamente a mitad de la ladera de la colina, había otros de un carácter inusual. En una gran roca aislada se excavaron no menos de tres sarcófagos, uno al lado del otro; y luego se excavó el exterior de la roca y se redondearon las esquinas. Alrededor de cada sarcófago se dejó un reborde para la ranura correspondiente en la tapa. El conjunto es un sorprendente monumento de la antigüedad».
En 1875, Victor Guérin encontró aquí un gran sarcófago tallado en un enorme bloque, cuya parte inferior aún no se había desprendido de la roca, que contenía tres receptáculos para los cuerpos. Faltaban las tapas. Aquí también hay varias tumbas excavadas en la roca, una de las cuales, examinada por Guérin, contenía tres lóculos.
En 1881, el Estudio de Palestina Occidental (SWP) del Fondo para la Exploración de Palestina lo describió como: «un pequeño pueblo de piedra, que contiene alrededor de 150 musulmanes, situado en la cima de una colina en el valle, con algunas higueras, olivos y tierra cultivable; el valle al oeste se convierte en un pantano en invierno, debido a que no tiene drenaje; hay cisternas y un gran aljibe para el suministro de agua». Además, señalaron que «hay varios sarcófagos grandes alrededor de este pueblo y una prensa de aceitunas».
A primera hora de la mañana del 13 de octubre de 2024, y en el contexto de la guerra libanesa-israelí, tres pelotones de tropas de las FDI cruzaron la Línea azul hacia el Líbano. Alrededor de las 4:30 horas, dos tanques Merkava de las FDI destruyeron la puerta principal del puesto de las tropas de la ONU en Ramyah y entraron por la fuerza en la posición, los soldados israelíes pidieron varias veces que apagaran las luces de la base y los tanques se marcharon unos 45 minutos más tarde, después de que la FINUL protestara, ya que «la presencia del Ejército estaba poniendo en peligro a los soldados de paz». Dos horas después, y cuando los tanques israelíes ya habían abandonado la posición, las fuerzas israelíes dispararon varias rondas de munición a 100 metros de la base que provocaron que entrara humo en el campamento. El humo causó heridas a quince efectivos de mantenimiento de la paz de la FINUL debido a irritaciones de la piel y reacciones gastrointestinales, que necesitaron tratamiento médico por síntomas inusuales a pesar de llevar máscaras de gas.

### Destrucción
El 20 de octubre de 2024, las fuerzas israelíes volaron la totalidad de la ciudad de Ramyah. Un video verificado que circuló extensamente en las redes sociales mostraba a soldados israelíes vitoreando y haciendo la cuenta regresiva antes de volar gran parte de la ciudad. Imágenes satelitales mostraban que al menos 40 edificios fueron destruidos. Según los informes, Ramyah casi ha sido borrada del mapa y apenas quedan estructuras en pie.

## Demografía
En 2014, los musulmanes representaban el 99,56 % de los votantes registrados en la localidad y de estos el 96,22 % eran chiitas.